# Сальта (провінція)
Са́льта (ісп. Salta) — провінція Аргентини, розташована на північному заході країни. Межує з провінціями Формоса на північному сході, далі за годинникової стрілкою: Чако, Сантьяго-дель-Естеро, Тукуман, Катамарка і Жужуй, на півночі межує з Болівією і Парагваєм, на заході з Чилі. Столиця провінції — Сальта. Населення провінції — 1,4 млн мешканців, площа — 155 тис. км².

## Географія
Територію провінції Сальта умовно поділяють на такі природні зони:
- Пуна на заході характеризується посушливим кліматом, солончаками і малою кількістю мешканців
- Кордильєра-Орієнталь на центральному заході характеризується переважно гірським рельєфом
- Субандійські гори на центральному сході характеризуються високою вологістю, лісистістю і субтропічним кліматом
- Гран-Чако на сході характеризується низинним рівнинним рельєфом і субтропічним кліматом

Найвищою точкою Сальти є вулкан Юяйяко (6739 м).
Більшість річок провінції входять до басейну Ла-Плати. Найважливішими річками є Пілкомайо, Бермехо і Хураменто. Завдяки присутності у провінції великої кількості річок, у першу чергу гірських, тут збудовано багато ГЕС, найбільшими з яких є Кабра-Корраль і Ель-Туналь. Окрім річок, у Сальта знаходиться багато озер, здебільшого солоних.
У провінції розташоване газоконденсатне родовище Кампо Дюран — друге за запасами газу в Аргентині.

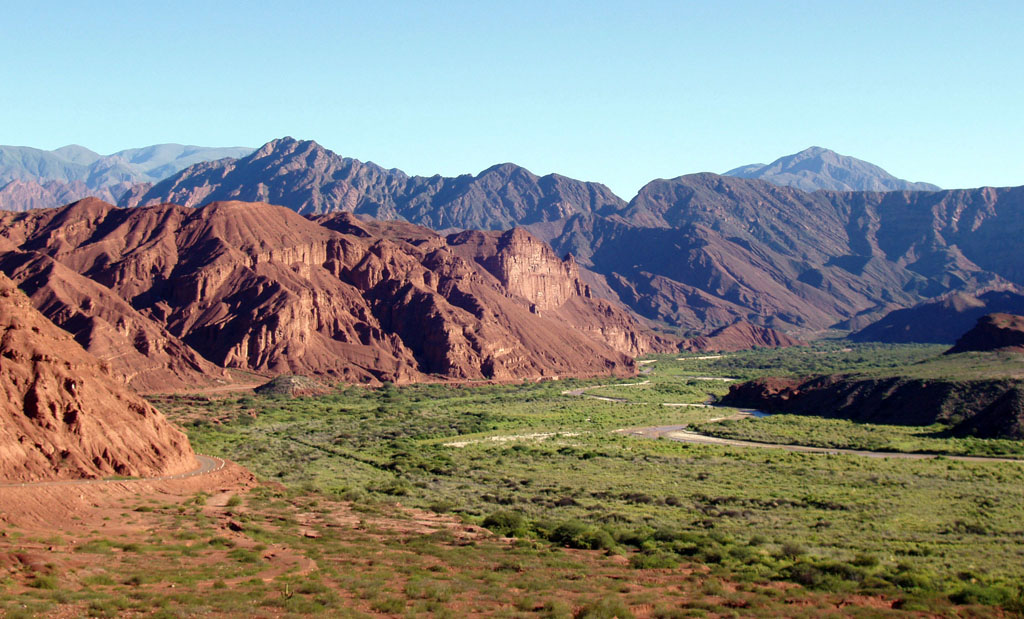
Долина Кафаяте
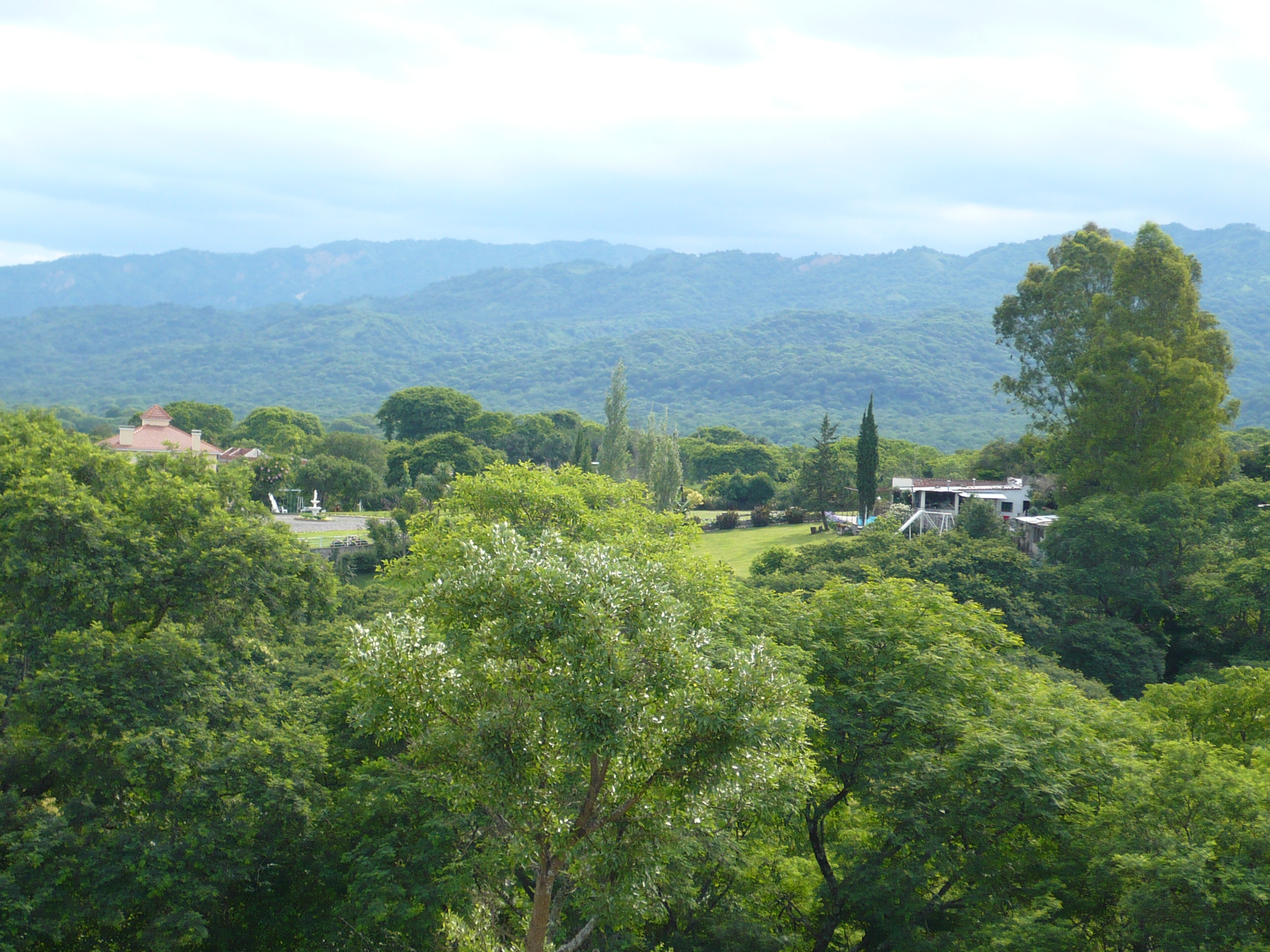
Ла-Кальдера
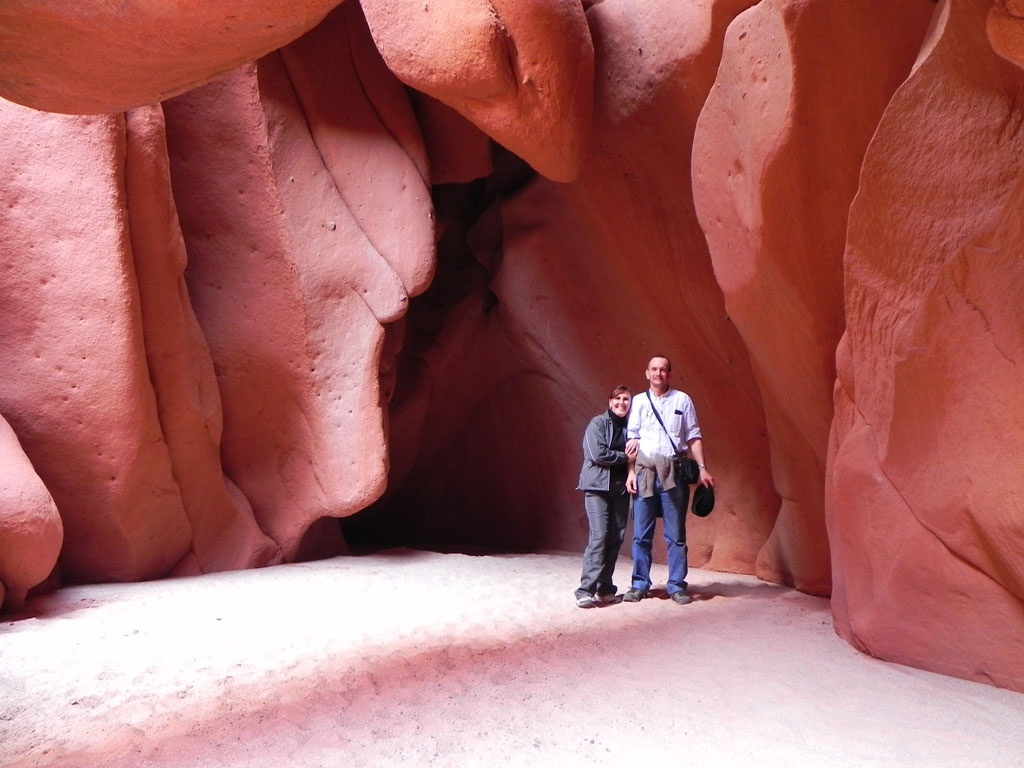
Печери Аксібі
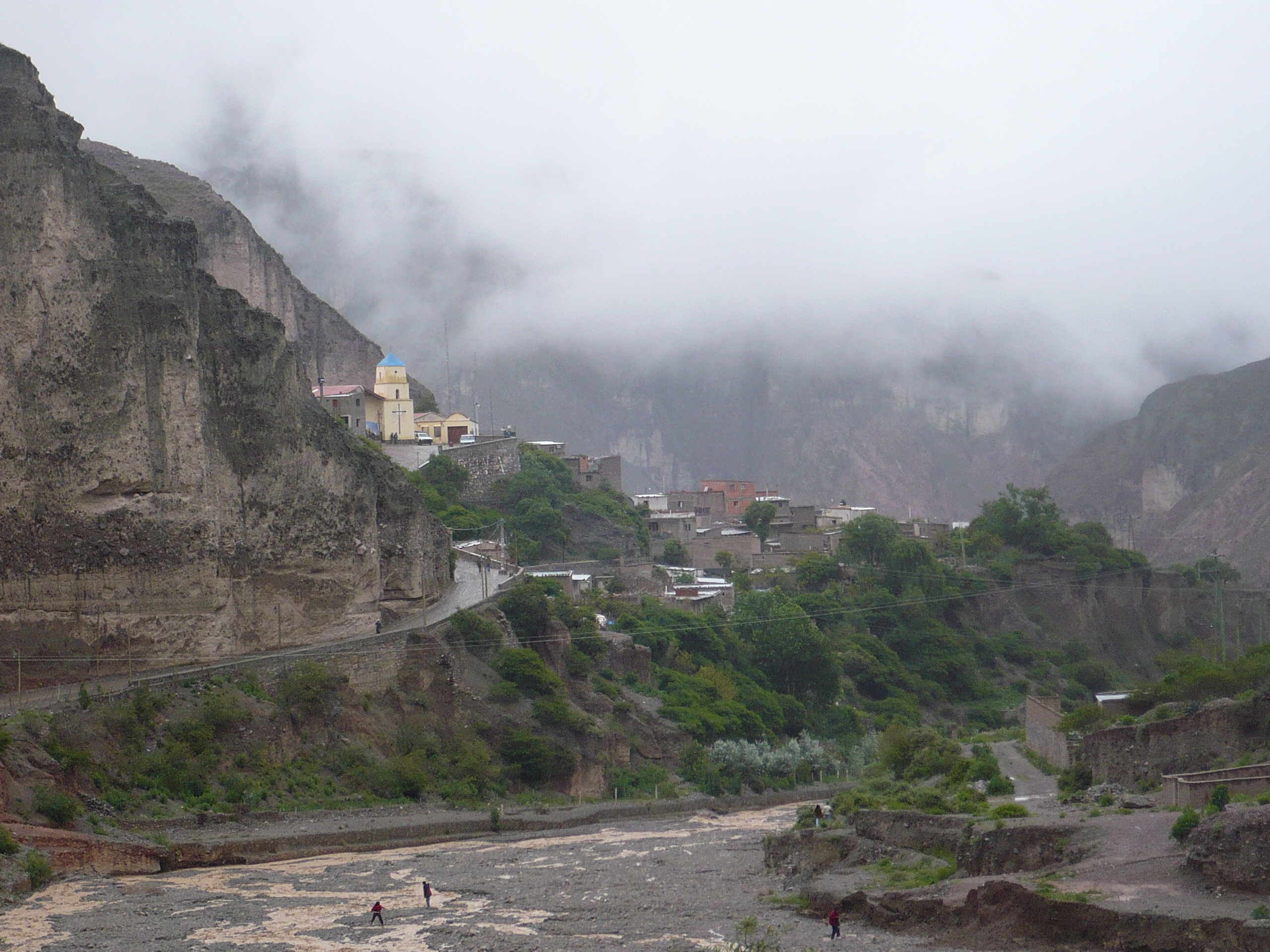
Іруя
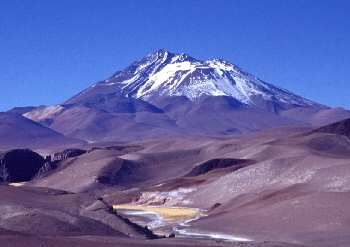
Юяйяко
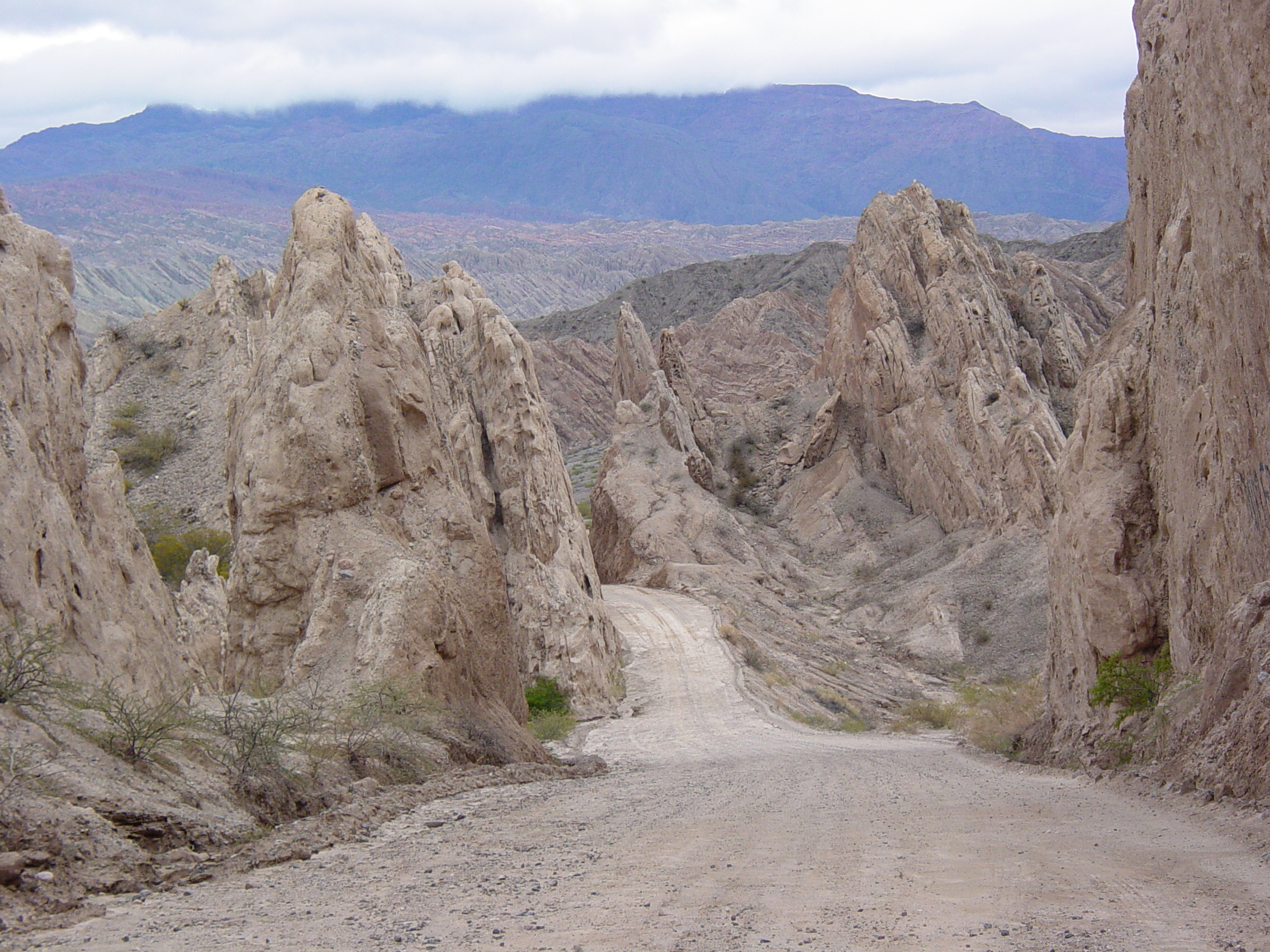
Кебрада-де-лас-Флечас

## Історія

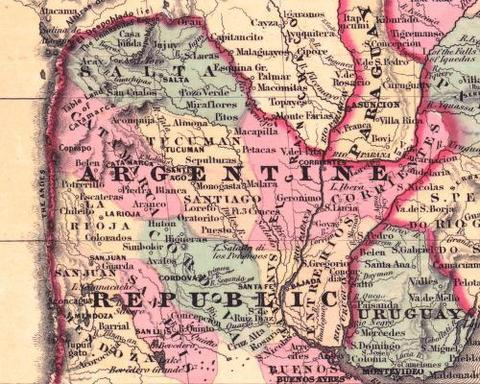
Мапа Сальти початку XIX ст.

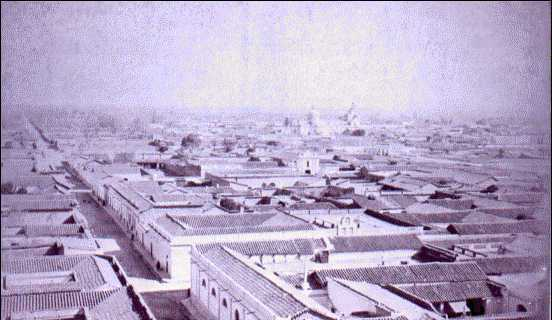
Місто Сальта на початку XX ст.

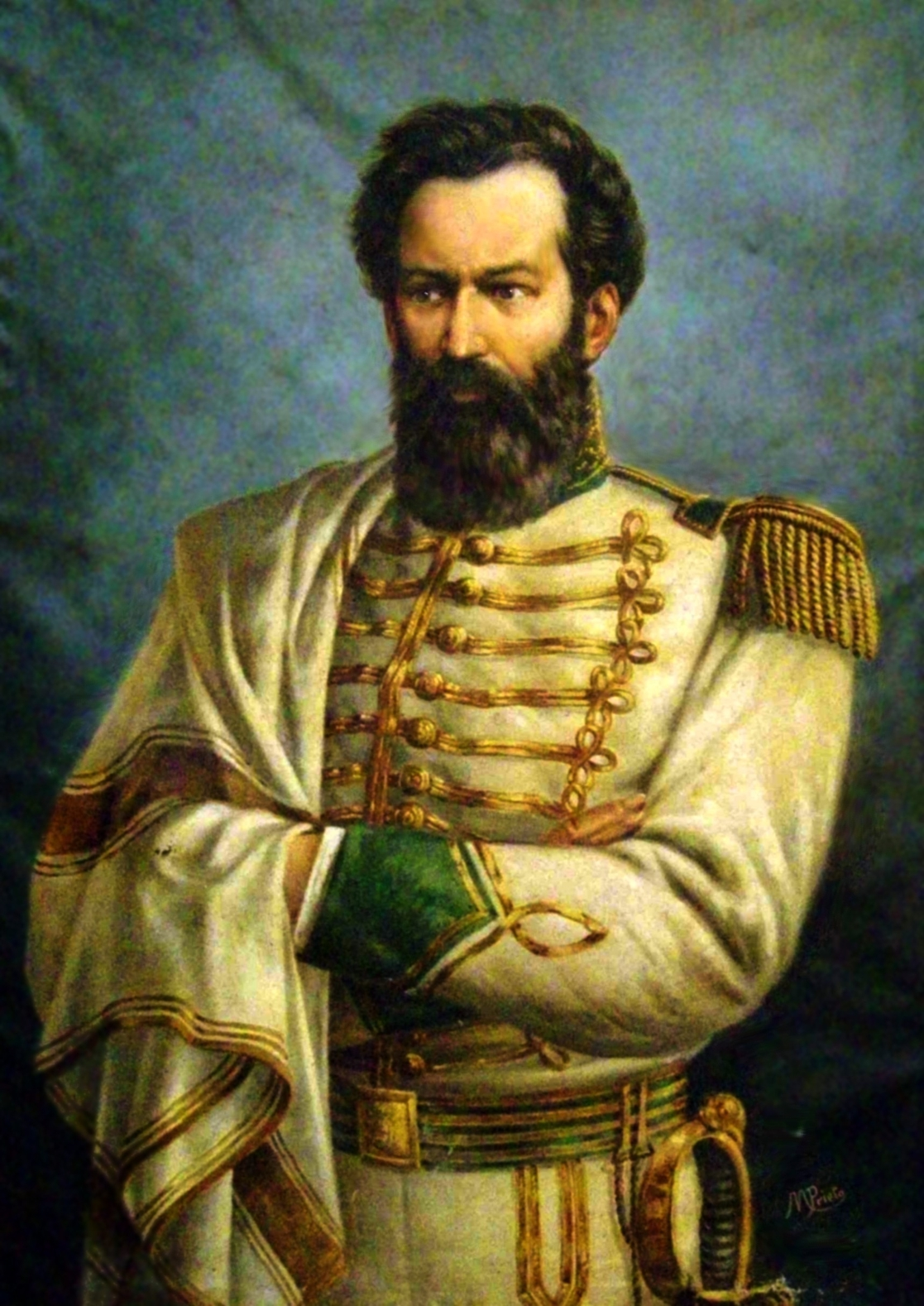
Мартін Мігель де Гуемес

Перші людські поселення на території сучасної провінції Сальта з'явилися близько 10 000 років до н. е. У XV ст. ці землі були заселені індіанцями умауака і діагітами. До 1480 року корінні мешканці були підкорені інками.
Першими європейцями, які побували тут, були Дієго де Альмагро (1535) і Дієго де Рохас (1542). У XVI—XVII ст. іспанці кілька разів намагалися заснувати поселення у Сальті, у цей час були створені міста Касерес (1566), Нуестра-Сеньйора-де-Талавера-дель-Естеко (1567), Мадрид-де-лас-Хунтас (1592), Талавера-де-Мадрид (1609), які були знищені або покинуті до 1692 року. Краще склалася доля міста Сан-Феліпе-де-Лерма-дель-Вальє-дель-Сальта, заснованого 16 квітня 1582 року, яка збереглося донині.
До 1776 року регіон входив до складу віце-королівства Перу, а згодом — до віце-королівства Ріо-де-ла-Плата. З 1782 року Сальта входила до складу інтендантства Сан-Мігель-де-Тукуман, а з 1783 року — до інтендантства Сальта-де-Тукуман, столицею якого до 1792 року було місто Сальта. Частина сучасної території провінції входила до інтендантства Кордова-де-Тукуман.
1810 року уряд Сальти підтримав Травневу революцію і вислав підкріплення для Війська Півночі. Під час війни за незалежність Аргентини місто Сальта кілька разів потрапляло до рук військ роялістів: 29 січня — 10 березня 1812; 15 квітня — 4 травня 1817; у червня 1820; 7 червня — 14 липня 1821. Під час окупації Сальти каудільйо Мартін Мігель де Гуемес організував партизанські загони, що боролися з роялістами. Ця боротьба отримала назву Війна гаучо. Атаки проіспанських військ продовжувалися до 1826 року.
Указом від 8 жовтня 1814 року інтендантство Сальта-де-Тукуман було поділене на провінцію Сальта, до якої входила також територія сучасного Жужуя і Тариха, й інтендантство Тукуман.
Після державного перевороту 26 серпня 1826 року Тариха відійшла до Болівії. 22 листопада 1834 року Жужуй було відокремлено від Сальти, хоча територія його сучасних департаментів Оран, Санта-Вікторія, Іруя, Рівадавія і Сан-Мартін залишалися у складі Сальти.
16 жовтня 1884 року були встановлені кордони між Сальтою і національними територіями Чако і Формоса, завдяки чому провінція розширилася на схід.
10 травня 1889 року було укладено договір з Болівією, за яким Аргентина відмовлялася від претензій на Тариху, натомість їй відходили землі Пуна-де-Атакама і Хунтас-де-Сан-Антоніо, які на той час контролювалися Чилі. 1899 року Чилі погодилось віддати 75 % цієї території.
9 січня 1900 року була створена національна територія Анди, яка згодом була поділена на три департаменти: Сускес, Пастос-Грандес і Антофагаста. 1902 року зі складу Сальти було виключено департамент Сан-Антоніо-де-лос-Кобрес, який став столицею території Анди.
На межі XIX-ХХ ст. до Сальти прибула значна кількість іммігрантів з Сирії і Лівану.
1925 року прикордонне містечко Якуйба у Сальті було передане Болівії.
1943 року уряд припинив існування національної території Анди і приєднав департаменти Сан-Антоніо-де-лос-Кобрес і Пастос-Грандес до провінції Сальта, утворивши сучасний департамент Лос-Андес.
12 серпня 1980 року були визначено кордон між Сальтою і Тукуманом.

## Українські акценти
В провінції Сальта знімався фільм «Тарас Бульба» продукції США.

## Економіка

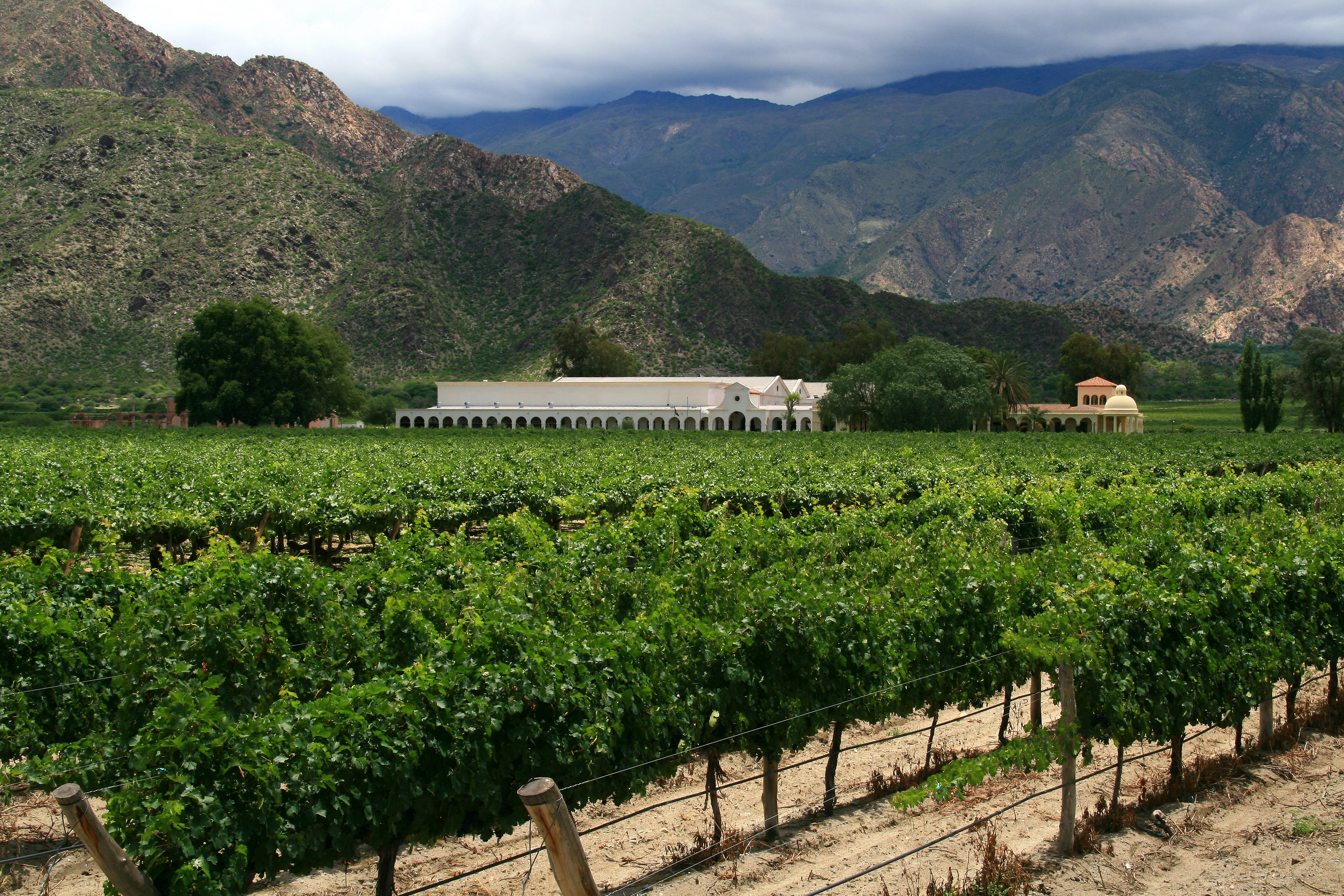
Виноградники Сальти

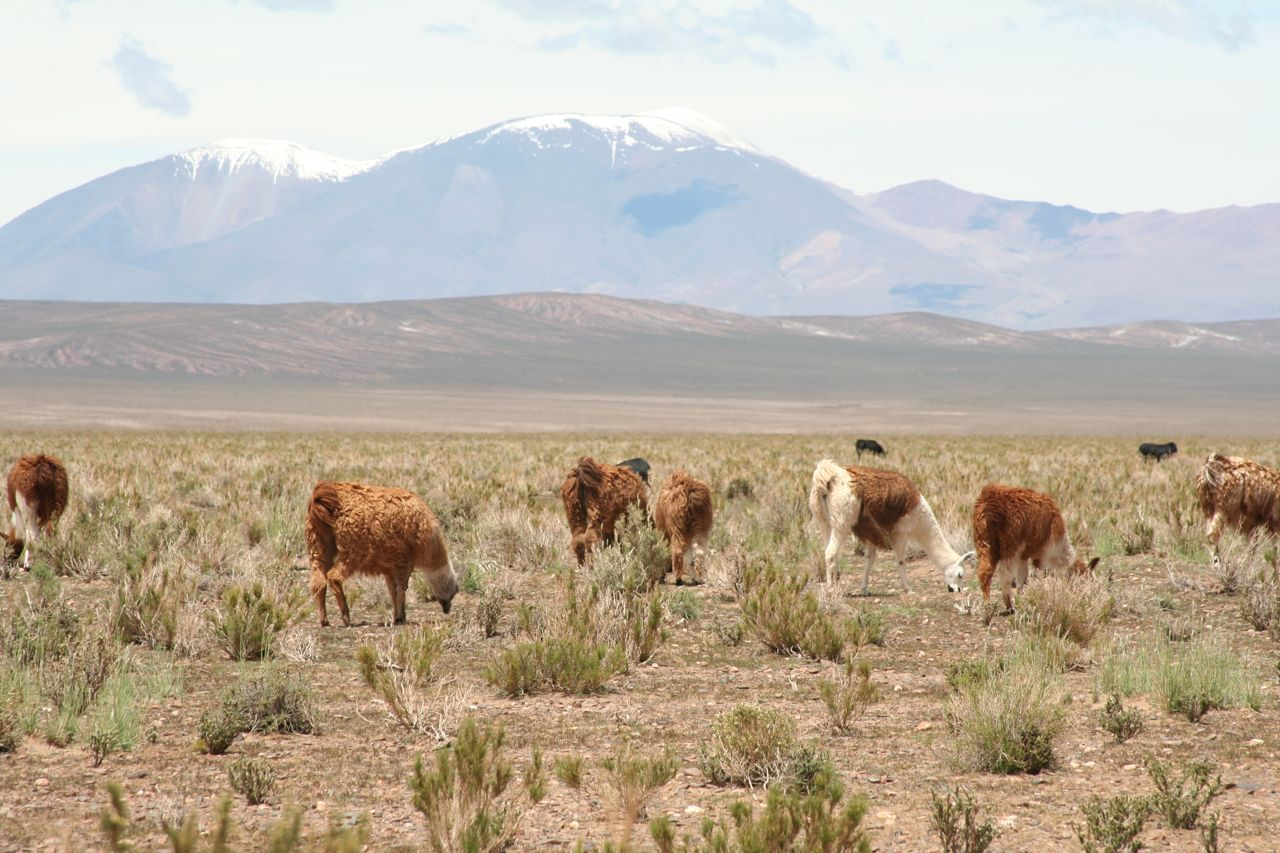
Вікунья

Загалом Сальта одна з найбідніших провінцій в Аргентині, ВВП провінції становить приблизно 1 % від загальнонаціонального. Основною проблемою Сальти є тіньова економіка й ухиляння від податків.
Основою економіки провінції є вирощування кіноа, тютюну, цукрової тростини, бананів, цитрусових, квасолі, винограду, перцю, картоплі і бавовнику
У скотарстві переважає вирощуванні великої рогатої худоби на рівнинах і кіз та вікунья у горах.
Гірничодобувна промисловість базується на видобутку нафти і газу. Є поклади золота, міді, свинцю, срібла, олова, літію, бури, але вони не розробляються.
Сальта — одна з найменш індустріалізованих провінції Аргентини. Основною галуззю місцевої промисловості є харчова: виробництво цукру, вина. Вино і цукор експортуються до США і Європи. Також на півночі провінції є нафтопереробні заводи. Останнім часом почали розвиватися виробництва металокераміки, тканин і взуття.

## Освіта
| Освіта у провінції Сальта (2009) | Освіта у провінції Сальта (2009) | Освіта у провінції Сальта (2009) | Освіта у провінції Сальта (2009) |
| Рівень                           | Навчальних закладів              | Учнів                            | Працівників                      |
| -------------------------------- | -------------------------------- | -------------------------------- | -------------------------------- |
| Дошкільні                        | 825                              | 38 066                           | 1 992                            |
| - державні                       | 741                              | 30 960                           | 1 588                            |
| - приватні                       | 84                               | 7 106                            | 404                              |
| Початкові                        | 818                              | 175 570                          | 13 066                           |
| - державні                       | 733                              | 151 693                          | 11 361                           |
| - приватні                       | 85                               | 23 877                           | 1 705                            |
| Середні                          | 938                              | 136 350                          | 4 009                            |
| - державні                       | 840                              | 109 708                          | 2 879                            |
| - приватні                       | 98                               | 26 642                           | 1 130                            |
| Вищі                             | 67                               | 25 200                           | 408                              |
| - державні                       | 36                               | 12 959                           | 249                              |
| - приватні                       | 31                               | 12 241                           | 159                              |

## Адміністративно-територіальний поділ
Провінція Сальта поділяється на 23 адміністративно-територіальні одиниці, які називаються департаментами (ісп. departamentos).

## Галерея

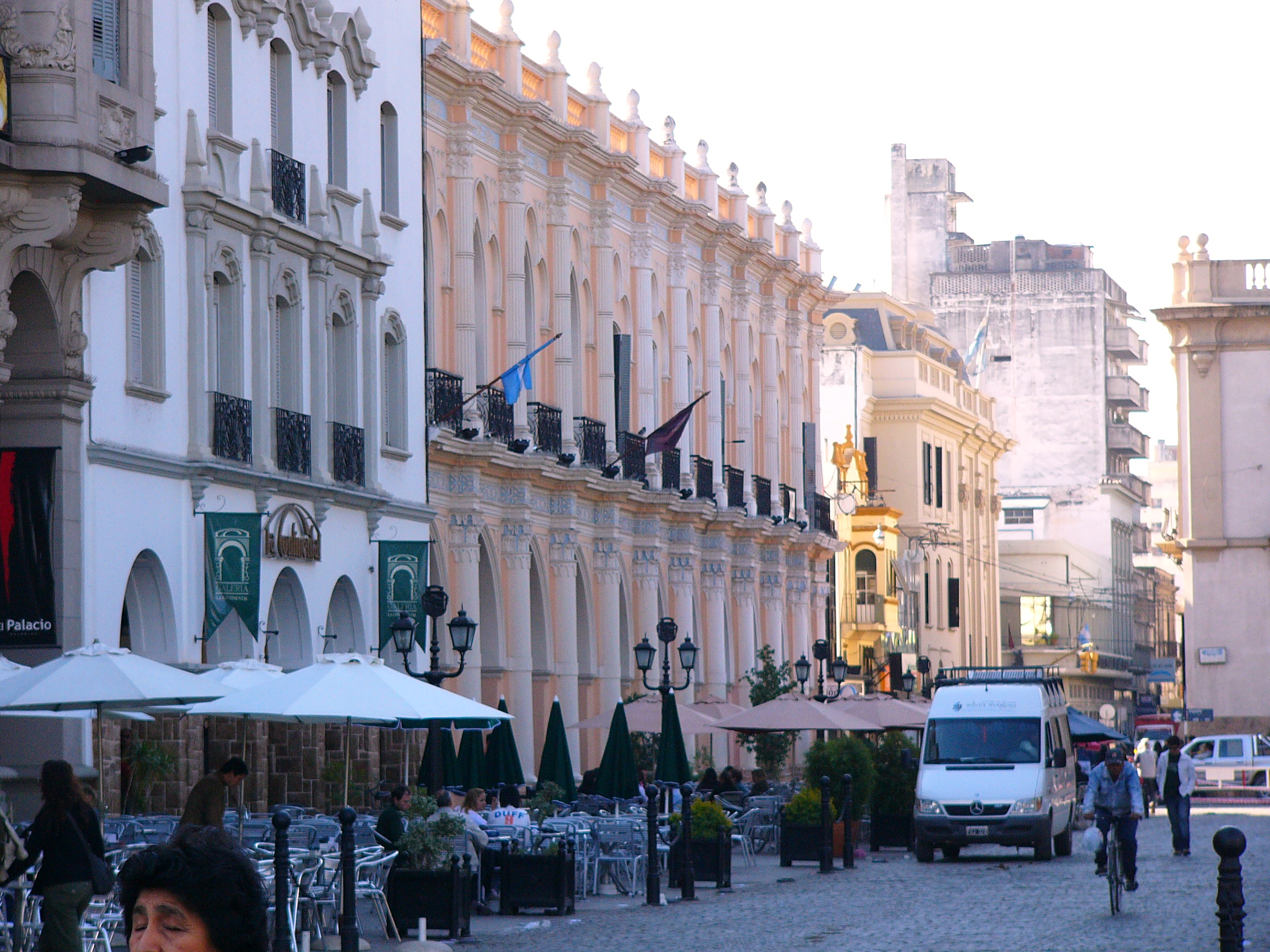
м. Сальта
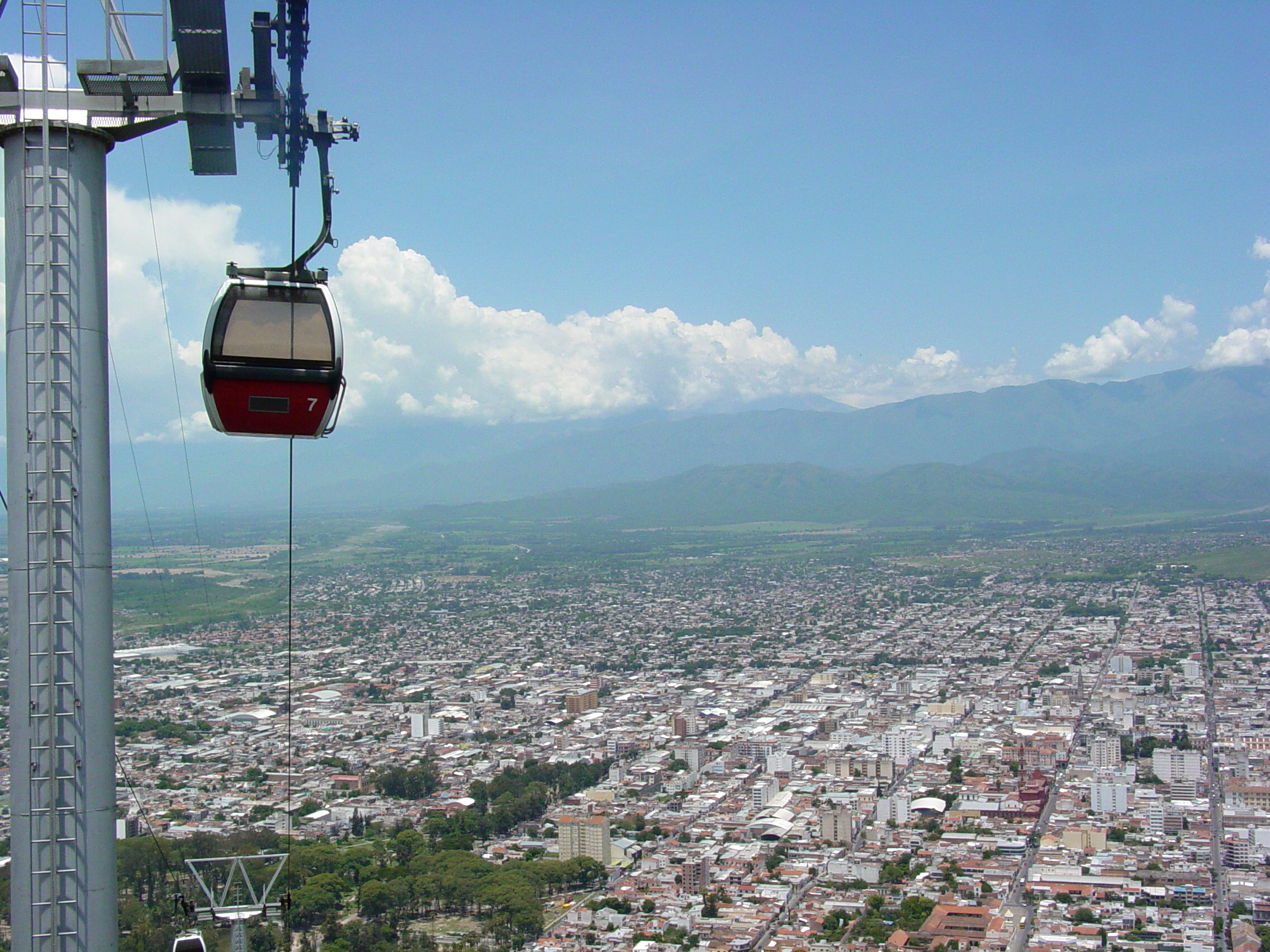
м. Сальта
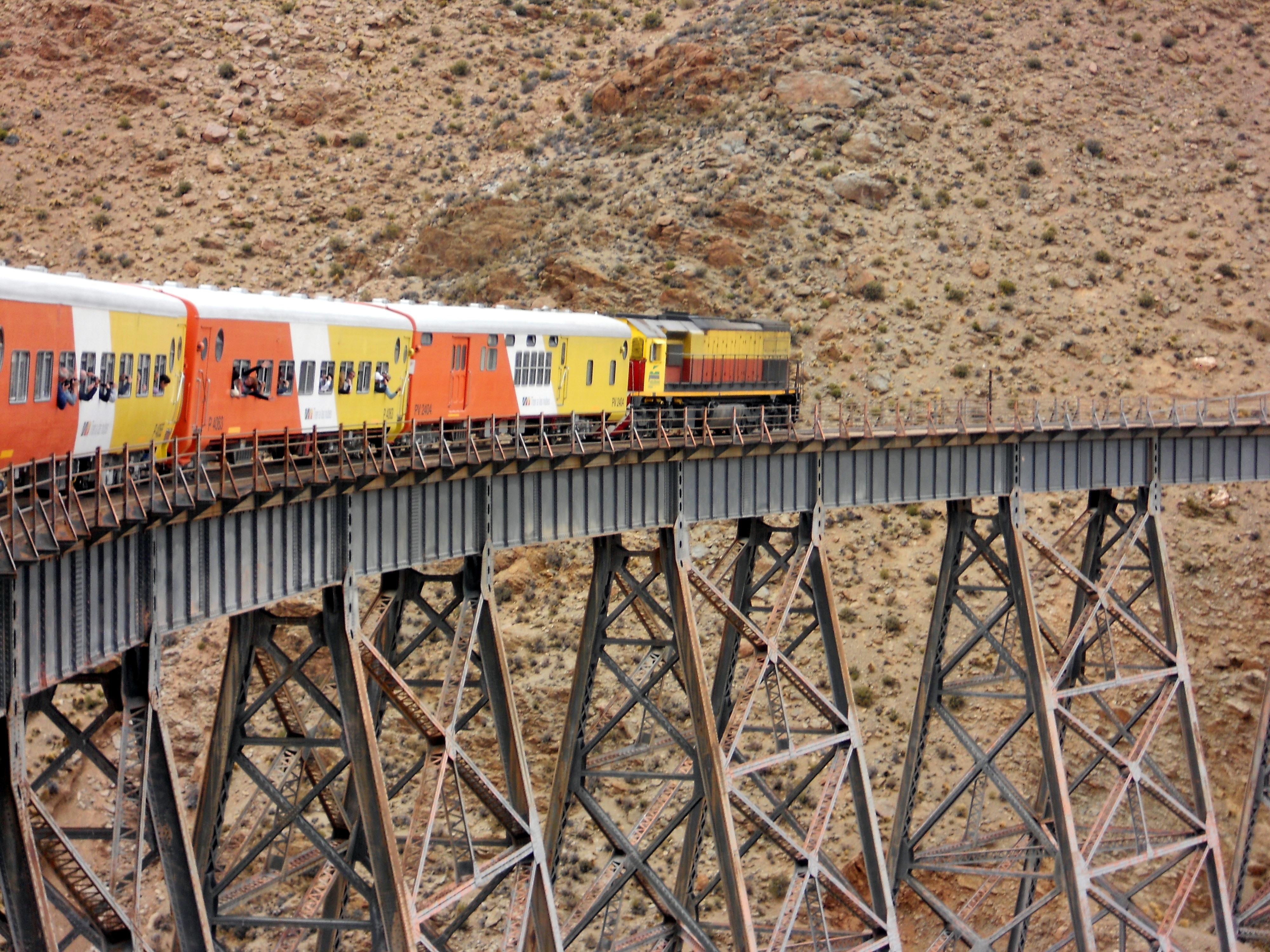
Потяг до хмар
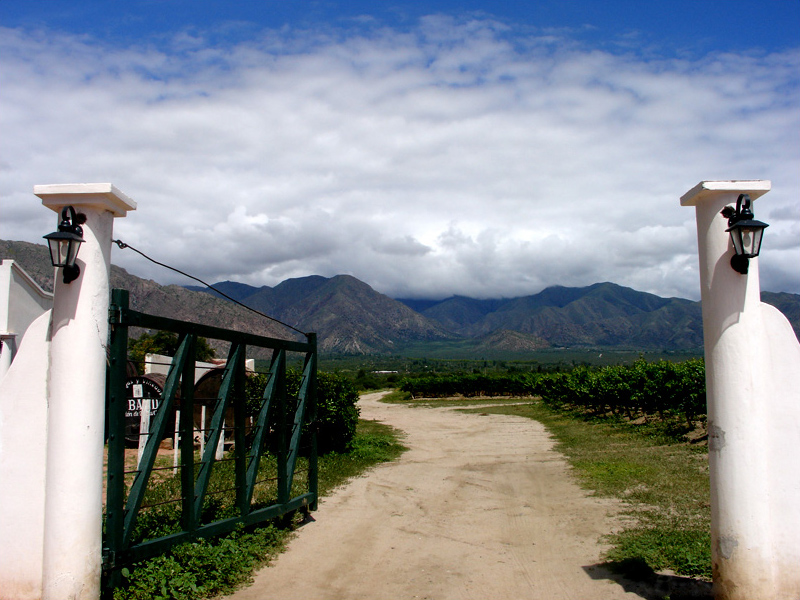
Виноградники і гори Сальти
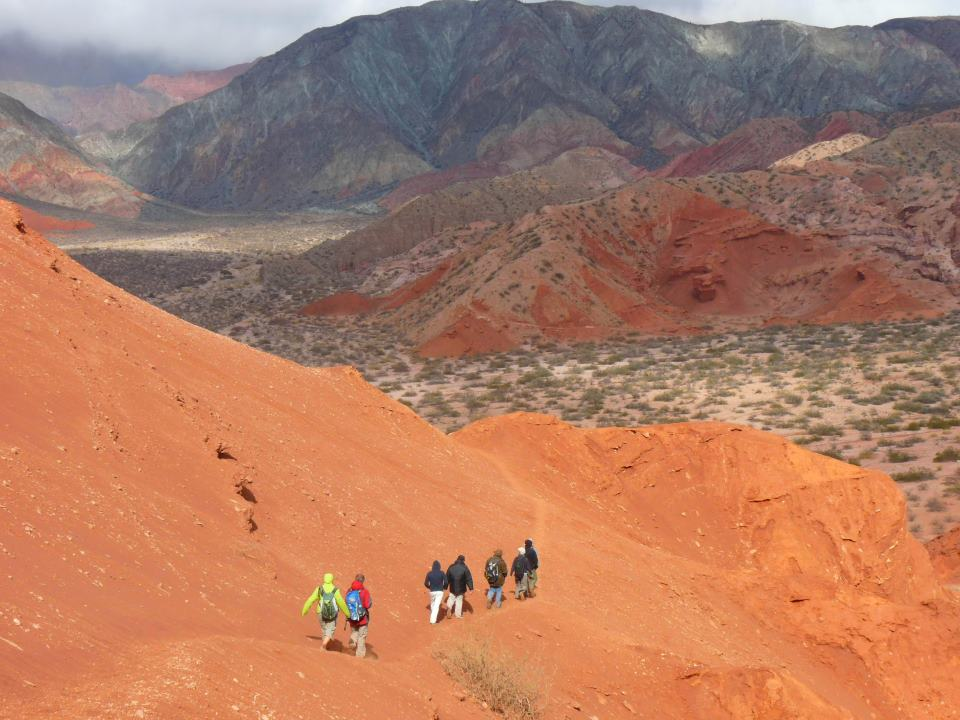
Кебрада-де-лас-Кончас
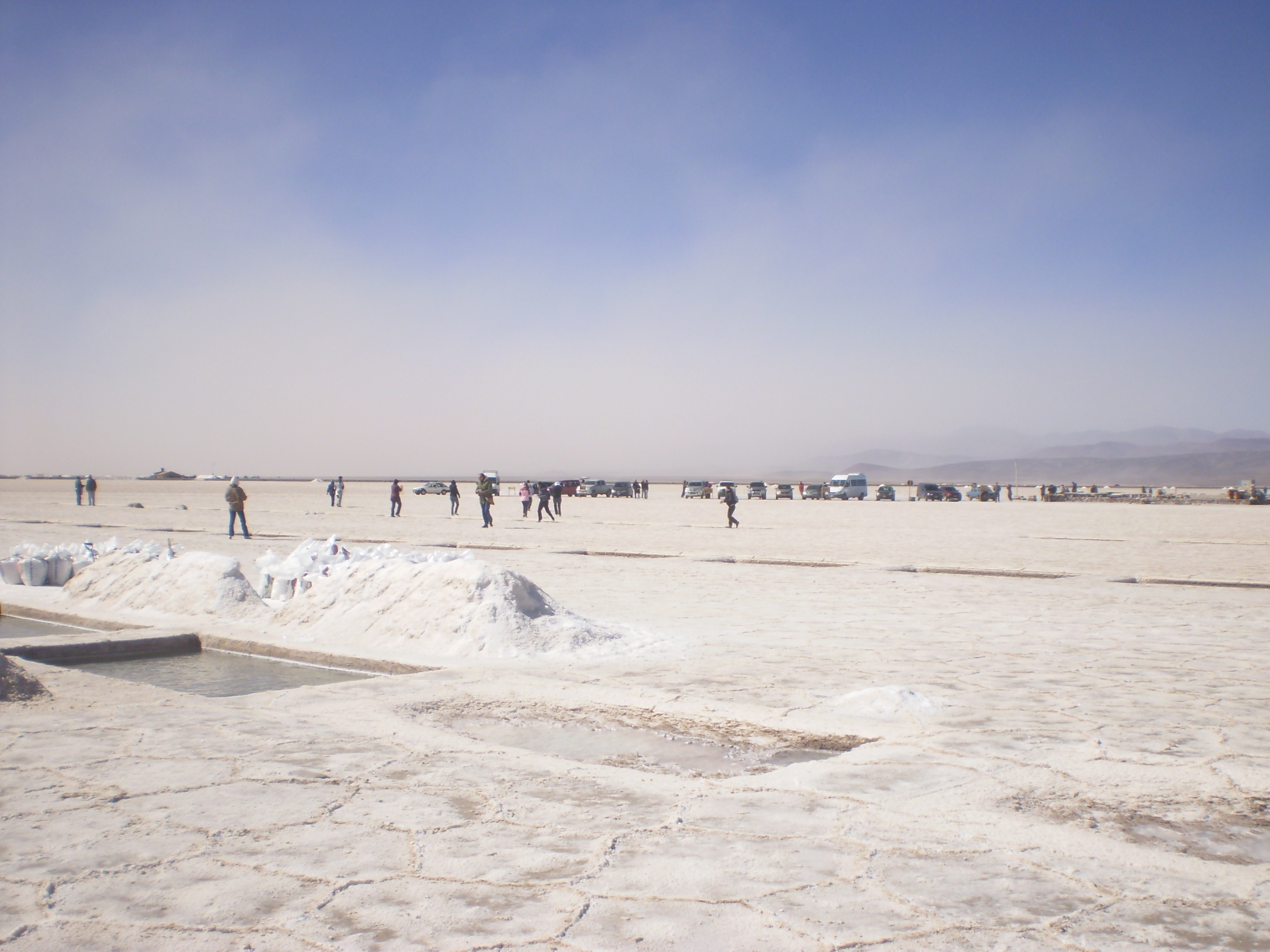
Солончаки Салінас-Грандес
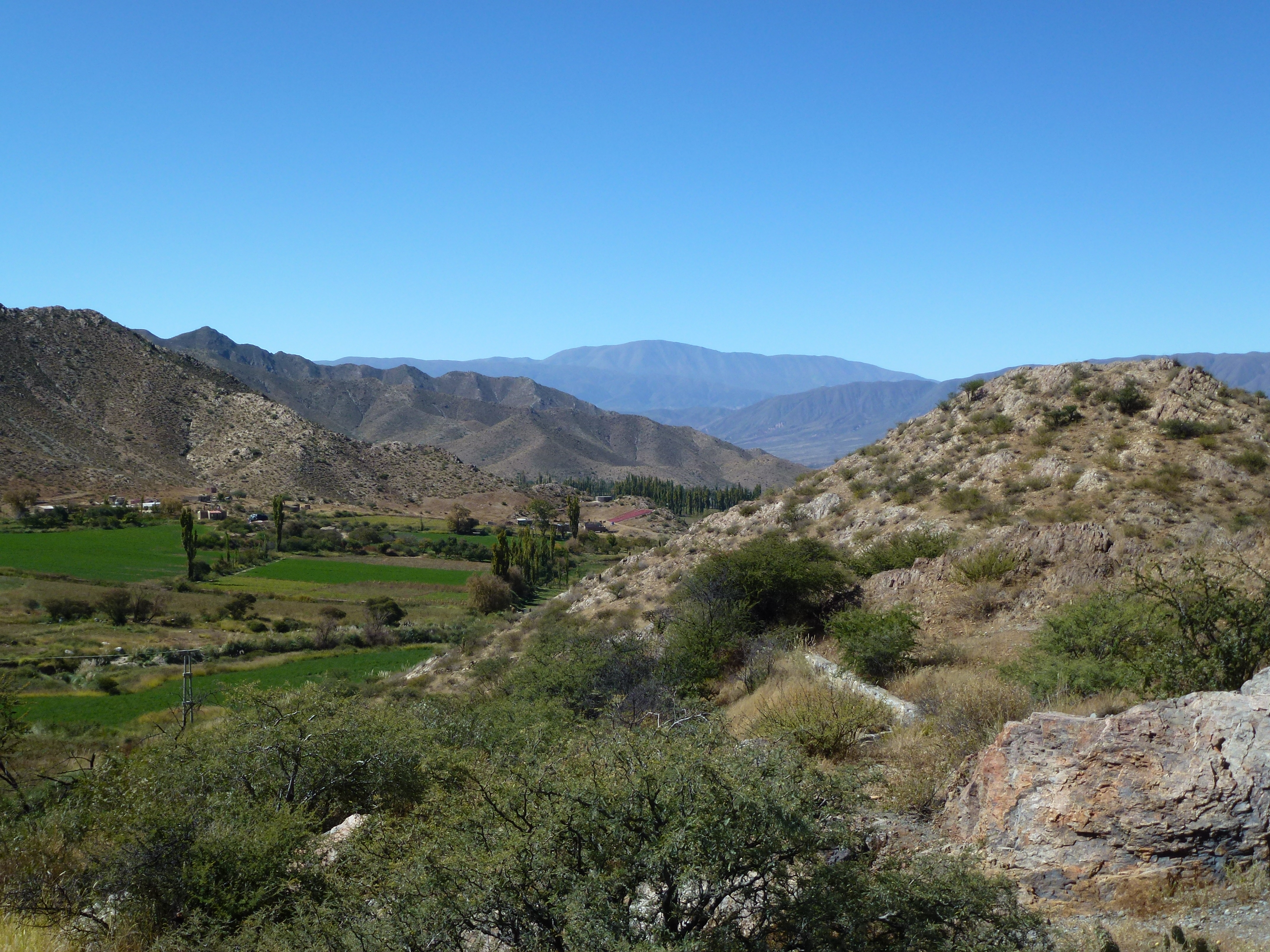
Нацпарк Лос-Кардонес
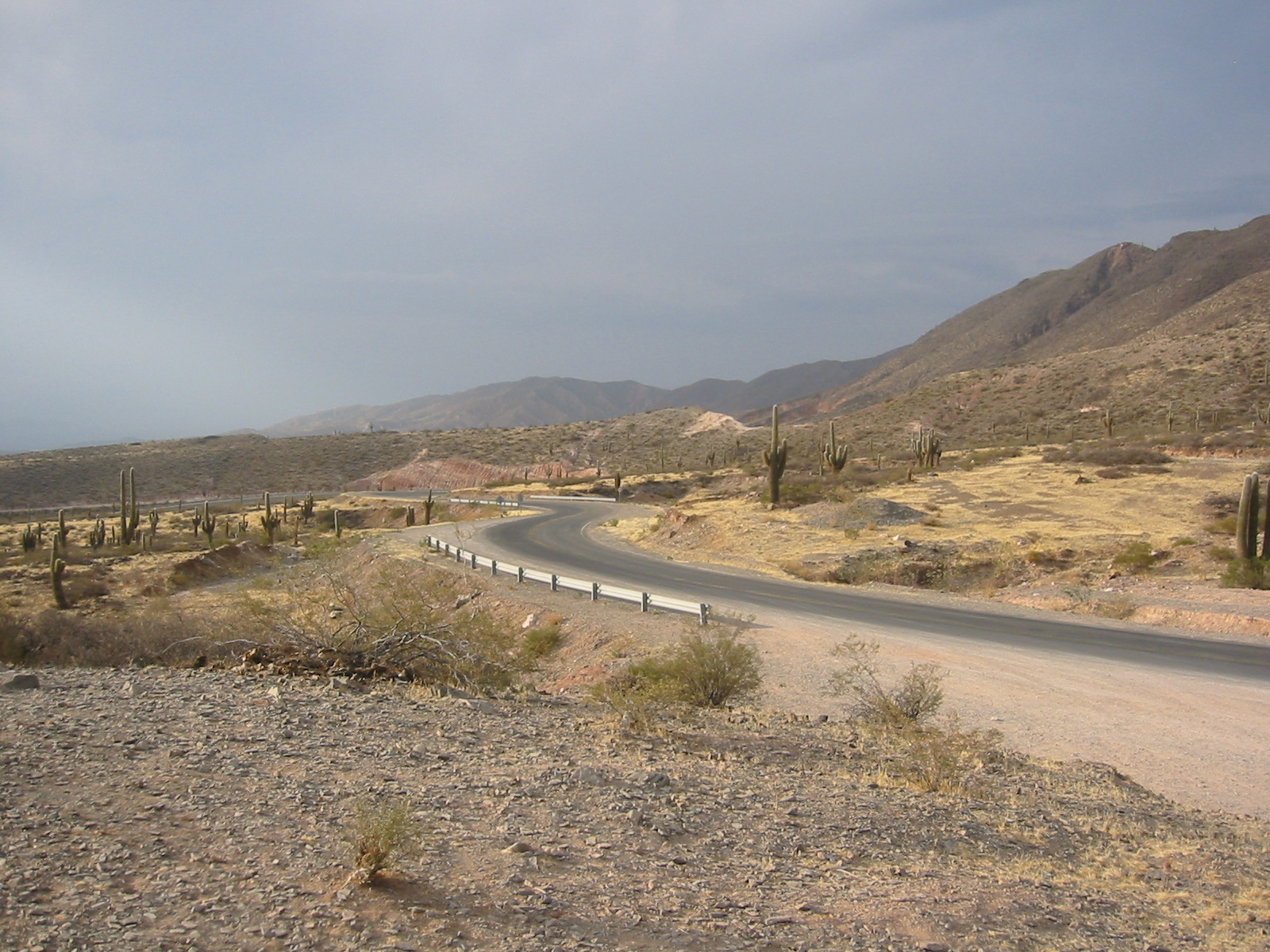
Провінційна траса №33